# تیم ملی والیبال مردان مونته‌نگرو
تیم ملی والیبال مردان مونته‌نگرو (انگلیسی: Montenegro men's national volleyball team) نماینده ملی والیبال مردان کشور مونته‌نگرو است.